# Chaerophyllum aksekiense
Chaerophyllum aksekiense là một loài thực vật có hoa trong họ Hoa tán. Loài này được A.Duran & H.Duman mô tả khoa học đầu tiên năm 1999.